# Thanaboon Kiatniran
Thanaboon Kiatniran (ธนบูรณ์ เกียรตินิรันดร์; nascido em 9 de janeiro de 2000), conhecido pelo apelido de Aou (อู๋) é um ator, cantor e modelo tailandês. Ele é mais conhecido por seus papéis em Enchanté (2022), Vice Versa (2022), Hidden Agenda (2023) e We Are (2024). Ele é também é membro do grupo masculino JASP.ER (เจสเป.อร์), junto com Naravit Lertratkosum (Pond), Archen Aydin (Joong) e Pongsapak Udompoch (Santa).

## Início da vida e educação
Aou nasceu na Província de Khon Kaen, Tailândia em 9 de janeiro de 2000. Quando era mais jovem, ele ganhou uma medalha de ouro no taekwondo. Ele concluiu o ensino médio na Khon Kaen Wittayayon School em 2018 e se formou como bacharel pela Faculdade de Belas Artes da Universidade de Khon Kaen em 2022.

## Carreira
Em 2022, Aou foi contratado como artista pela agência de produção e talentos GMMTV. Nesse mesmo ano, ele fez sua estreia como ator na televisão como Phupha, personagem coadjuvante na série Enchanté. Desde então, ele seguiu tendo papéis coadjuvantes em séries da GMMTV como Aou em Vice Versa (2022), Max em Be My Favorite (2023), Jeng em Hidden Agenda (2023) e Jerry em Beauty Newbie (2024).
Em abril de 2024, Aou conseguiu seu primeiro papel principal como Tan na série We Are ao lado de Tharatorn Jantharaworakarn (Boom). Em dezembro do mesmo ano, Aou fez sua estreia com o JASP.ER com o lançamento de seu single de estreia "Sadistic" (แรงอีกนิด).

## Filmografia

### Cinema
| Ano  | Título           | Personagem | Notas            |
| ---- | ---------------- | ---------- | ---------------- |
| 2024 | Love You to Debt | Pad        | Papel recorrente |

### Televisão
| Ano  | Título                 | Personagem | Notas            | Canal  |
| ---- | ---------------------- | ---------- | ---------------- | ------ |
| 2022 | Enchanté               | Phupha     | Papel recorrente | GMM 25 |
| 2022 | Vice Versa             | Aou        | Papel recorrente | GMM 25 |
| 2022 | The Eclipse            | Mes        | Papel convidado  | GMM 25 |
| 2023 | Midnight Museum        | Jib        | Papel convidado  | GMM 25 |
| 2023 | Our Skyy 2             | Tou        | Papel recorrente | GMM 25 |
| 2023 | Be My Favorite         | Max        | Papel recorrente | GMM 25 |
| 2023 | Hidden Agenda          | Jeng       | Papel recorrente | GMM 25 |
| 2024 | Beauty Newbie          | Jerry      | Papel recorrente | GMM 25 |
| 2024 | We Are                 | Tan        | Papel principal  | GMM 25 |
| 2024 | Perfect 10 Liners      | Klao       | Papel recorrente | GMM 25 |
| 2025 | The Ex-Morning         | Te         | Papel recorrente | GMM 25 |
| 2025 | Memoir of Rati         | Mek        | Papel recorrente | GMM 25 |
| TBA  | Only Friends: Dream On | Rome       | Papel principal  | GMM 25 |